# Arrondissement de Stuhm

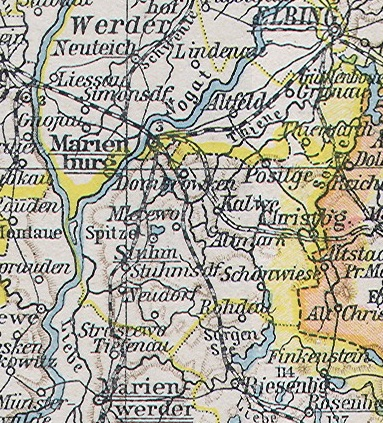
L'arrondissement de Stuhm dans les limites de 1818 à 1945

Province de Prusse-Occidentale avec les deux districts
District de Dantzig
District de Marienwerder

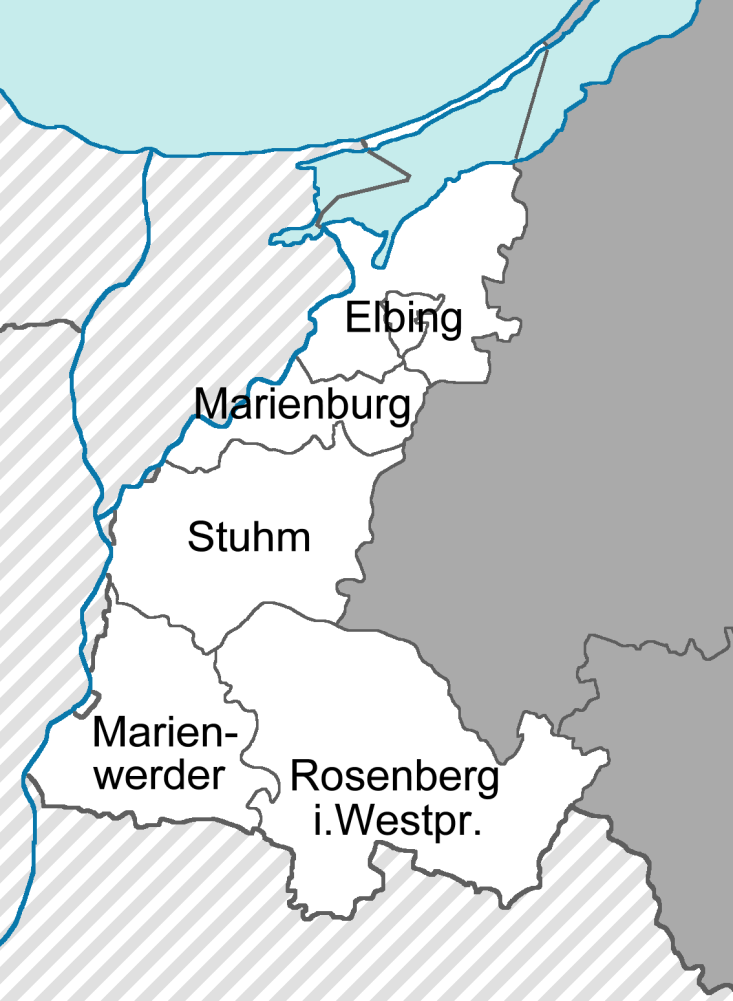
Le district de Prusse-Occidentale, au 31 août 1939

L'arrondissement de Stuhm est un arrondissement qui existe en Prusse entre 1818 et 1945. Il fait partie de la Prusse-Occidentale restée dans l'Empire allemand après la Première Guerre mondiale et appartient depuis lors à la province de Prusse-Orientale. Aujourd'hui, l'ancien territoire de l'arrondissement se trouve dans la voïvodie polonaise de Poméranie.

## Histoire
Le territoire de l'arrondissement de Stuhm est passée à la Prusse à la suite de la première partition polonaise en 1772 et appartient à l'arrondissement de Marienbourg (de) jusqu'en 1818. Par l'ordonnance des autorités provinciales prussiennes du 30 avril 1815 et ses règlements d'application, le territoire devient une partie du district de Marienwerder de la province de Prusse-Occidentale. Dans le cadre d'une réforme globale du district de Marienwerder, le nouveau arrondissement de Stuhm est formé à partir de la partie sud de l'arrondissement de Marienbourg le 1er avril 1818. Il comprend les villes de Christburg et Stuhm, l'intendance de Stuhm, le bureau du domaine de Christburg et 63 domaines nobles. La ville de Schwetz devient le siège du bureau du nouveau arrondissement. Le bureau de l'arrondissement est initialement à Christburg, mais est transféré à Stuhm en 1822.
Du 3 décembre 1829 au 1er avril 1878, la Prusse-Occidentale et la Prusse-Orientale sont réunies pour former la province de Prusse.
Lors de l'entrée en vigueur du traité de Versailles le 10 janvier 1920 et de la dissolution de la province de Prusse-Occidentale qui en résulte, l'arrondissement de Stuhm est initialement confié au haut président à Königsberg. En préparation du référendum sur la future affiliation de l'arrondissement, le territoire de l'arrondissement à 42 % de langue polonaise (1910) est un peu plus tard placée sous le contrôle de la Commission interalliée pour le gouvernement et le référendum de Marienwerder. Lors du référendum du 1er juillet 1920, 80 % des participants votent pour le maintien de l'arrondissement dans le Reich allemand. Cela met fin à la subordination de l'arrondissement de Stuhm à la Commission interalliée le 16 août 1920. Le 1er juillet 1922, l'arrondissement de Stuhm est incorporé à la province de Prusse-Orientale. Le district de « Marienwerder » reçoit le nom de « Prusse-Occidentale » pour des raisons de tradition. Le siège du président de district reste à Marienwerder.
Le 1er septembre 1924, les communes rurales de Tessensdorf et Willenberg de l'arrondissement de Stuhm sont incorporées à la ville de Marienbourg dans l'arrondissement du même nom. Le 30 septembre 1929, une réforme territoriale a lieu dans l'arrondissement de Stuhm, conformément à l'évolution du reste de la Prusse, dans laquelle tous les districts de domaine sont dissous et attribués aux communes voisines.
Le 26 octobre 1939, l'arrondissement de Stuhm fait partie du nouveau Reichsgau de Prusse-Occidentale, plus tard de Dantzig-Prusse-Occidentale et du nouveau district de Marienwerder (de). Au printemps 1945, l'Armée rouge conquiert la région et la place à partir d'avril 1945 sous l'administration de la République populaire de Pologne. La majeure partie de la population de l'arrondissement est ensuite expulsée.
Après la guerre, l'arrondissement de Bremervörde (de) en Basse-Saxe reprend le parrainage de l'ancien arrondissement de Stuhm ; après la réforme communale et la fusion qui en résulte avec l'arrondissement voisin de Rotenburg (Wümme), ce dernier reprend le parrainage.

## Population
Vous trouverez ci-dessous un aperçu des informations officielles sur la population, les confessions et les groupes linguistiques, :
| Année                          | 1821             | 1831             | 1852              | 1861              | 1871              | 1890                | 1900              | 1910              | 1925              | 1933              | 1939             |
| Résident                       | 22 989           | 27 125           | 36 446            | 38 751            | 40 261            | 36 085              | 36 381            | 36 527            | 36 682            | 38 301            | 40 222           |
| Protestants Catholiques Juifs  | 7 733 14 156 373 | 8 920 16 977 414 | 12 897 21 938 600 | 13 627 23 764 604 | 13 598 25 356 528 | 12 243 22 859 340   | 12 193 23 360 261 | 11 843 23 878 188 | 15 265 21 116 149 | 15 836 22 218 143 | 16 926 22 706 11 |
| Germanophone Bilingue Polonais |                  | 21 700 - 5 425   | 20 731 - 15 715   | 22 475 - 16 276   |                   | 20 792 1 471 13 819 | 22 157 954 13 253 | 20 923 23 15 560  |                   |                   |                  |

## Politique

### Administrateurs de l'arrondissement
- 1818–182700Xaver von Lyskowski
- 1827–185000Heinrich Georg Eduard von Rittberg (de)
- 1851–185800Hermann von Wallenrodt (de)
- 1858–186700Heinrich von Rittberg (de)
- 1867–187300Ludwig von Geldern (de)
- 1873–187400Karl Gustav Hoppe
- 1874–188000Eugen von Steinmann (de)
- 1880–189200Max Wessel (de)
- 1893–189900Kurt von Schmeling (de)
- 1900–190400Klaus von der Osten
- 1904–192200Walter Gottfried von Auwers (de)
- 1923–192800Josef Fischenich (de)
- 1928–193300Alois Zimmer (de)
- 1933–194500Artur Franz

### Constitution communale
Depuis le XIXe siècle, l'arrondissement de Stuhm est divisé en villes, en communes rurales et en districts de domaine. Avec l'introduction de la loi constitutionnelle prussienne sur les communes du 15 décembre 1933 ainsi que le code communal allemand du 30 janvier 1935, le principe du leader est appliqué au niveau municipal. Une nouvelle constitution d'arrondissement n'est plus créée; Les règlements de l'arrondissement pour les provinces de Prusse-Orientale et Occidentale, de Brandebourg, de Poméranie, de Silésie et de Saxe du 19 mars 1881 restent applicables.

### Élections
Dans l'Empire allemand, l'arrondissement de Stuhm forme avec l'arrondissement de Marienwerder (de) la 1re circonscription du district de Marienwerder au Reichstag. La circonscription est remportée par des candidats nationaux-libéraux ou conservateurs à toutes les élections du Reichstag,

## Villes et communes

### Villes et communes en 1945
À la fin de son existence en 1945, le quartier comprend deux villes et 65 autres communes : 
| - Altendorf (en) - Altmark - Ankemitt (en) - Baalau (de) - Baumgarth (de) - Blonaken (en) - Bönhof - Braunswalde (de) - Bruch (de) - Budisch (en) - Christburg, ville - Deutsch Damerau (de) - Dietrichsdorf - Georgensdorf - Groß Brodsende - Großwaplitz (de) - Grünhagen | - Güldenfelde - Heinrode - Hohendorf (en) - Honigfelde - Iggeln (de) - Jordansdorf (en) - Kalsen (de) - Kalwe (de) - Kammerau - Kiesling - Klein Brodsende (en) - Konradswalde (de) - Laabe - Laase - Lichtfelde (de) - Losendorf (de) - Mahlau (en) | - Menthen - Mirahnen (en) - Montauerweide - Morainen - Neudorf (de) - Neuhöferfelde - Neumark (de) - Neunhuben - Niklaskirchen - Pestlin (de) - Peterswalde (de) - Pirklitz (de) - Polixen - Portschweiten (de) - Posilge (de) - Preußisch Damerau (de) - Ramten (en) | - Rehhof - Rudnerweide - Sadlacken (de) - Schönwiese (de) - Schroop (de) - Stangenberg (de) - Stuhm, ville - Teschendorf (de) - Tiefensee (de) - Tragheimerweide - Trankwitz (de) - Troop - Usnitz - Wadkeim - Wargels - Weißenberg (de) |

### Communes dissoutes avant 1945
- Bruch'sche Niederung, 1928 à Bruch
- Czewskawolla, 1928 à Bruch
- Gross Schardau, 1928 à Montauerweide
- Gross Usznitz, 1912 à Usnitz
- Hospitalsdorf, 1928 à Hohendorf
- Klein Baalau, 1928 à Baalau
- Klein Schardau, 1938 à Rudnerweide
- Klein Usznitz, 1912 à Usnitz
- Neuhof, 1927 à Neuhöferfelde
- Parpahren, 1928 à Usnitz
- Pulkowitz, 1928 à Watkowitz
- Rosenkranz, 1928 à Weißenberg
- Schulzenweide, 1928 à Bönhof
- Schweingrube, 1928 à Tragheimerweide
- Stuhm Vorschloss, 1909 à Stuhm
- Stuhmsdorf (en), 1913 à Stuhm
- Tessensdorf, 1924 à Marienbourg
- Willenberg, 1924 à Marienbourg
- Zwanzigerweide, 1928 à Tragheimerweide

### Changements de noms de lieux
Dans certains cas, des noms de lieux allemands atypiques sont modifiés dans les années 1930 et reçoivent un ajustement phonétique ou une traduction :
- Barlewitz → Wargels
- Czewskawolla → Petersbruch
- Jordanken → Jordansdorf
- Kollosomp → Kalsen
- Kommerau → Kammerau
- Mlecewo → Heinrode
- Nikolaiken (de) → Niklaskirchen
- Sadluken → Sadlacken
- Straszewo → Dietrichsdorf
- Watkowitz → Wadkeim

## Personnalités liées à l'arrondissement
- Emil Stumpp (1886-1941), illustrateur mort à Stuhm.